# (5163) Vollmayr-Lee
(5163) Vollmayr-Lee est un astéroïde de la ceinture principale.

## Description
(5163) Vollmayr-Lee est un astéroïde de la ceinture principale. Il fut découvert le 9 octobre 1983 à la station Anderson Mesa par Joe Wagner. Il présente une orbite caractérisée par un demi-grand axe de 2,47 UA, une excentricité de 0,20 et une inclinaison de 7,5° par rapport à l'écliptique.

## Compléments